# Duke Didier
Duke Didier (20 de abril de 1989) es un deportista australiano que compitió en judo. Ganó cinco medallas en el Campeonato de Oceanía de Judo entre los años 2011 y 2016.

## Palmarés internacional
| Campeonato de Oceanía | Campeonato de Oceanía    | Campeonato de Oceanía | Campeonato de Oceanía |
| Año                   | Lugar                    | Medalla               | Categoría             |
| --------------------- | ------------------------ | --------------------- | --------------------- |
| 2011                  | Papeete (Francia)        | Medalla de bronce     | –100 kg               |
| 2013                  | Apia (Samoa)             | Medalla de bronce     | –100 kg               |
| 2014                  | Auckland (Nueva Zelanda) | Medalla de bronce     | –100 kg               |
| 2015                  | Païta (Francia)          | Medalla de plata      | –100 kg               |
| 2016                  | Canberra (Australia)     | Medalla de oro        | –100 kg               |